# Jops Reeman
Gerard Simon Reeman, detto Jops (Amerongen, 9 agosto 1886 – Zeist, 16 marzo 1959), è stato un calciatore olandese, di ruolo attaccante.

## Carriera
Vinse una medaglia di bronzo alle Olimpiadi del 1908 con la sua nazionale.

## Statistiche

### Cronologia presenze e reti in Nazionale
| Cronologia completa delle presenze e delle reti in nazionale ― Paesi Bassi | Cronologia completa delle presenze e delle reti in nazionale ― Paesi Bassi | Cronologia completa delle presenze e delle reti in nazionale ― Paesi Bassi | Cronologia completa delle presenze e delle reti in nazionale ― Paesi Bassi | Cronologia completa delle presenze e delle reti in nazionale ― Paesi Bassi | Cronologia completa delle presenze e delle reti in nazionale ― Paesi Bassi | Cronologia completa delle presenze e delle reti in nazionale ― Paesi Bassi | Cronologia completa delle presenze e delle reti in nazionale ― Paesi Bassi |
| Data                                                                       | Città                                                                      | In casa                                                                    | Risultato                                                                  | Ospiti                                                                     | Competizione                                                               | Reti                                                                       | Note                                                                       |
| -------------------------------------------------------------------------- | -------------------------------------------------------------------------- | -------------------------------------------------------------------------- | -------------------------------------------------------------------------- | -------------------------------------------------------------------------- | -------------------------------------------------------------------------- | -------------------------------------------------------------------------- | -------------------------------------------------------------------------- |
| 22-10-1908                                                                 | Londra                                                                     | Regno Unito                                                                | 4 – 0                                                                      | Paesi Bassi                                                                | Olimpiadi 1908 - Semif.                                                    | -                                                                          |                                                                            |
| 23-10-1908                                                                 | Londra                                                                     | Paesi Bassi                                                                | 2 – 0                                                                      | Svezia                                                                     | Olimpiadi 1908 - Finale 3º posto                                           | 1                                                                          |                                                                            |
| Totale                                                                     |                                                                            | Presenze                                                                   | 2                                                                          |                                                                            | Reti                                                                       | 1                                                                          |                                                                            |